# Miss Baker

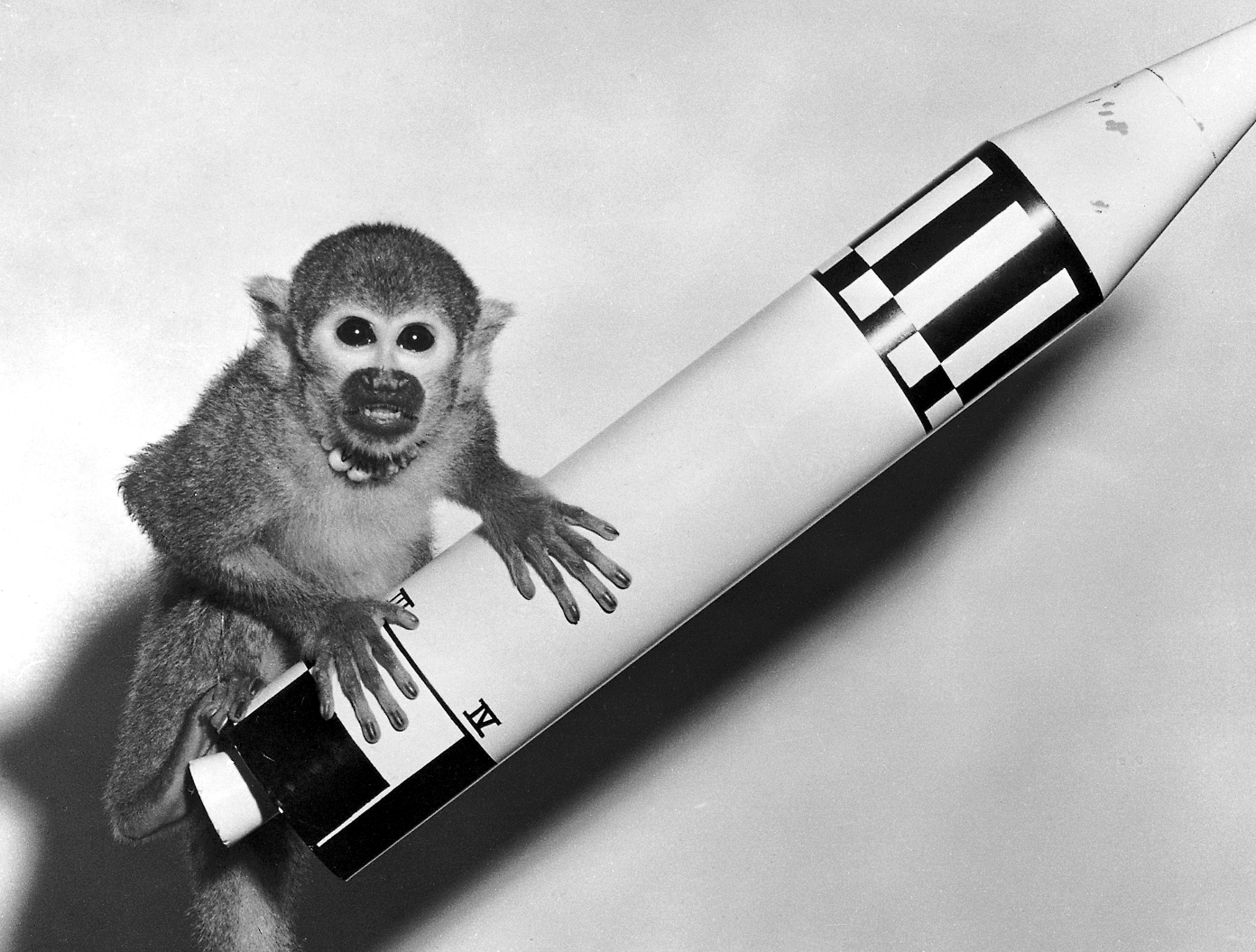
Miss Baker auf einem Modell der Jupiter-Rakete (1959)

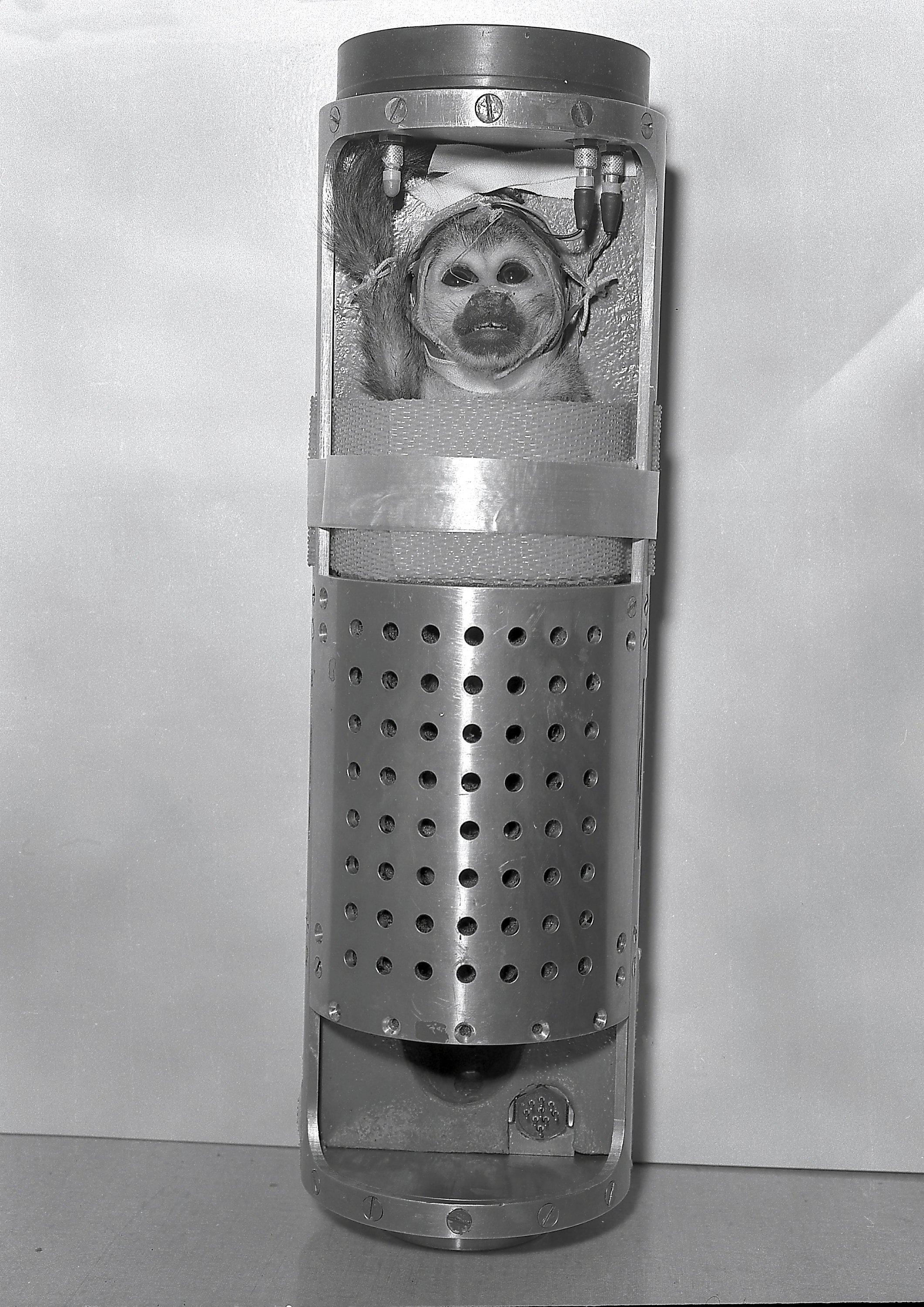
Miss Baker in der Kapsel (1959)

Miss Baker (1957 in Iquitos/Peru;–29. November 1984 in Auburn, Alabama/Vereinigte Staaten) war ein weibliches Gewöhnliches Totenkopfäffchen, das zusammen mit dem Rhesusaffen Able als erster Primat einen Flug in den Weltraum überlebte. Sie starteten am 28. Mai 1959 mit der Mission Jupiter AM-18 vom Startkomplex 26 der Cape Canaveral AFS, erreichten eine Gipfelhöhe von 480 km und wasserten nach 16 Minuten 2400 km entfernt im Meer vor Puerto Rico, wo sie von der USS Kiowa geborgen wurden.

## 1957–1959
Miss Baker war ein 1957 geborener Wildfang, sie wurde mit 25 anderen Affen vom US-Militär in einer Tierhandlung in Miami erworben. Sie wurde wegen ihrer guten Verträglichkeit bzgl. der verwendeten Anästhetika und ihrer Toleranz gegenüber der engen Kapsel ausgewählt. Nachdem sie und Able für den Flug ausgewählt worden waren, wurden beide nach den ersten beiden Buchstaben des damaligen US-Militärbuchstabieralphabets benannt. Der Start erfolgte in der Nacht zum 28. Mai 1959 um 2:35 Uhr Ortszeit, nach 15 Minuten Flug wasserte die Kapsel etwa 400 km südöstlich von San Juan auf Puerto Rico. Sie wurde dort von Kampfschwimmern der U.S. Navy geborgen und gegen 5:08 Uhr an Bord der USS Kiowa geöffnet. Während des Fluges wirkten bis zu 38 g auf Miss Baker, was zu kurzzeitigen Aussetzern des Kreislaufs führte. Beide Affen überstanden den eigentlichen Raumflug mit einigen kleineren Schnitt- und Schürfwunden von ihren Helmchen, ansonsten in gutem gesundheitlichen Zustand. Able verstarb jedoch an einer Komplikation bei der Entfernung einer Elektrode einige Tage später. Der Flug löste einige Demonstrationen von Tierrechtsaktivisten aus, die in den Experimenten Tierquälerei sahen. So wurde vor der US-Botschaft in London demonstriert. Als „Replik“ zeichnete die American Society for the Prevention of Cruelty to Animals Miss Baker mit der Begründung aus, ihr Einsatz für die Forschung habe gezeigt, dass der „sorgfältig wissenschaftlich kontrollierte“ Einsatz von Tieren als Wegbereiter im Weltraum für „Mensch und Tier gemeinsam von Nutzen“ sei.

## 1959–1984

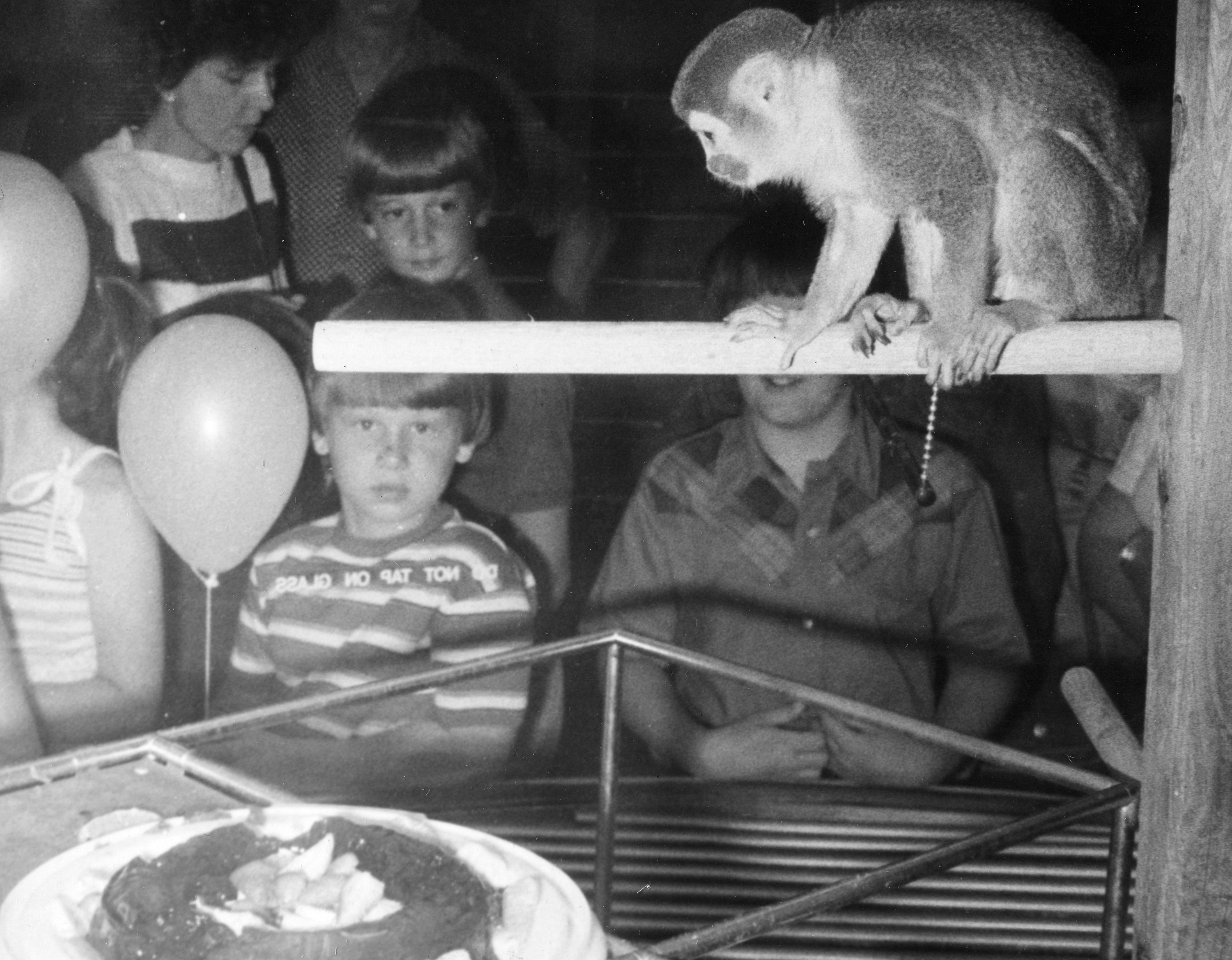
Miss Baker, etwa 1979

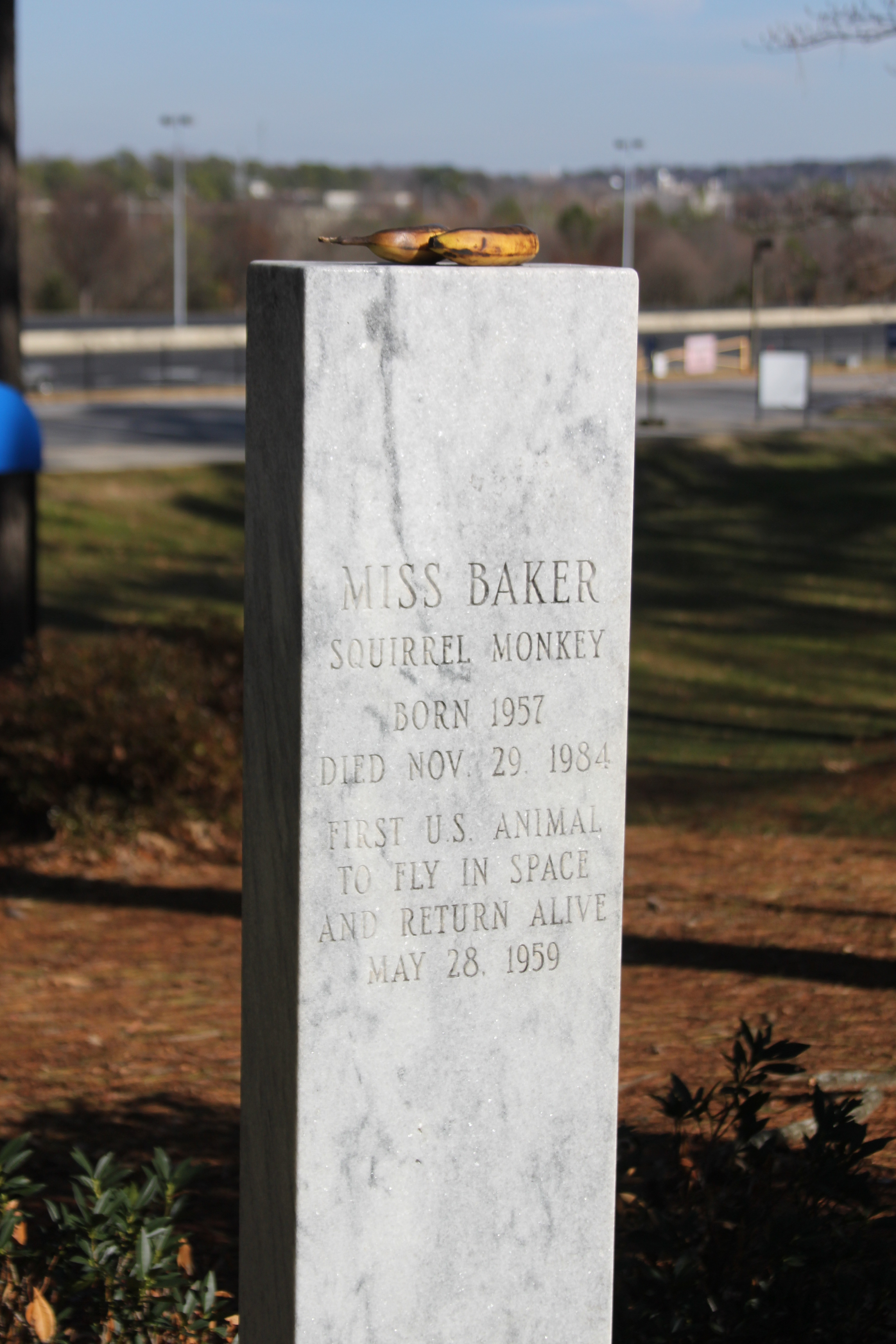
Grabstein von Miss Baker, auf dem oft eine Banane liegt

Nach dem Ende der Mission kam Miss Baker zur Aviation Medical School der U.S. Navy zur Naval Air Station Pensacola, wo sie mit ihrem Artgenossen Big George „verheiratet“ wurde. Wegen der hohen Kosten, die ihre Haltung verursachte, wurde sie 1971 an das U.S. Space & Rocket Center in Huntsville, Alabama verschenkt, wo beide Teil der Ausstellung und Stars wurden.
Sie starb 1984 als der bis dahin älteste bekannte Totenkopfaffe an Nierenversagen und erhielt ein Grab auf dem Gelände des Museums.

## Würdigung
2018 setzte das Theater Freuynde + Gaesdte mit dem Dokumentarstück Fräulein Becker dem Äffchen ein theatrales Denkmal. Der Stücktext von Zeha Schröder verquickt Originaldokumente aus den Anfängen der Raumfahrt mit poetischen und philosophischen Reflexionen über die menschliche Faszination für die „unendlichen Weiten“ des Weltraums. Die szenische Collage aus Liveschauspiel, programmierten Sternenfahrten und Animationsfilmen wurde mehrfach im Planetarium Münster aufgeführt und von fast zweitausend Zuschauern besucht.